# 阿爾弗雷德·普呂尼耶
阿爾弗雷德·普呂尼耶（法語：Alfred Prunier，法語發音：[alfʁɛd pʁynje]；1848年9月15日—1898年4月4日）出生於諾曼第大區濱海塞納省的莫特維爾，逝世於巴黎第一區，是一名法式料理及海鮮料理的廚師。

## 生平
阿爾弗雷德·普呂尼耶十三歲的時候，前往鲁昂一家餐館當洗碗工，1872年他和女廚師凱瑟琳·維里昂（法語：Catherine Virion）合作創業開設rue d'Antin餐廳，這家餐廳兩人有很好的合作默契，凱瑟琳·維里昂精通廚藝和管理，阿爾弗雷德·普呂尼耶則對海鮮食材和紅酒非常專業，尤其牡蠣是他最拿手的食材，婚後冠夫姓的凱瑟琳·普呂尼耶，請俄國公主海倫·多爾戈魯基前來品嘗，後來名聲越來越響亮，於是他們決定擴大經營，直接搬遷到巴黎創業。
1875年阿爾弗雷德·普呂尼耶和凱瑟琳·維里昂共結連理，六個月後他們的孩子埃米爾·普呂尼耶（法語：Émile Prunier）出生。同時他們在巴黎的普呂尼耶餐廳（法語：Prunier）也非常成功，海鮮特色的料理、細膩的服務，都讓這家店的名聲迅速傳開，著名的常客有：作家奧斯卡·王爾德、女演員莎拉·伯恩哈特。
1898年阿爾弗雷德·普呂尼耶不幸早逝，享年四十九歲。

### 普呂尼耶品牌化
後來埃米爾將普呂尼耶餐廳轉型為魚類和海鮮的專業餐廳，提供海鮮特色料理，例如：牡蠣、鱸魚、魚子醬、法式焗烤龍蝦等等，1924年埃米爾開了第二家分店普呂尼耶·特拉克蒂爾（法語：Prunier-Traktir），這家店因為精緻外觀、獨樹一格的海洋主題，後來被法國文化部列為歷史古蹟，而因為美食和特別的裝潢情境，使得許多名人經常上門光顧，如：馬塞爾·普魯斯特、大亨小傳的作者史考特·費茲傑羅、名作家海明威。
1925年埃米爾·普呂尼耶如同父親的命運早逝，享年50歲，後來他的女兒西蒙娜（法語：Simone）接手繼續經營，直到今天普呂尼耶的魚子醬，仍然是法國著名的魚子醬首選之一。